# Александър Кейзерлинг
Граф Александър Фридрих Михаел Албрехт Николаус Артур фон Кейзерлинг (на руски: Александр Андреевич Кейзерлинг; на немски: Alexander Friedrich Michael Lebrecht Nikolaus Arthur Graf von Keyserling, 15 август 1815 - 8 май 1891) е руски учен (геолог и палеонтолог), политик, по произход от прибалтийските немци.

## Биография
Роден е в немско семейство в имението Кабиле, сега в Естония. До 19-годишна възраст се обучава от частни учители. През 1834 г. заминава за Берлин и изучава право в тамошния университет, но скоро след това се прехвърля в естествено-историческия факултет и започва изучаването на геология и палеонтология и през 1841 г. защитава докторска степен по геология.
През 1840 – 1841 г. участва в експедицията на английския геолог Родерик Мърчисън в Европейска Русия.
През 1843 възглавява експедиция в басейна на река Печора, организирана от Руската Академия на науките. В нея, в качеството си на топограф и астроном взема участие Павел Иванович Крузенщерн, син на първия руски околосветски мореплавател Иван Крузенщерн. През юни 1843 г. участниците в експедицията пристигат в Сиктивкар и започват изкачване по река Вичегда (1130 км) до устието на горния ѝ приток река Вол. Изследват Вол и от там се прехвърлят в басейна на Печора (на 62º 40` с.ш. и 56º и.д.) Изкачват се по река Илич (411 км, десен приток на Печора) до Урал и съвсем точно установяват извора на Печора. От устието на Илич се спускат по Печора до устието на река Щугор (300 км) и на изток изследват района на връх Телпосиз (1617 м). Продължават надолу по Печора до нейното устие (1809 км), като по този начин извършват първата точна топографска снимка на реката. От там тръгват на запад и изследват Малоземелската тундра и северната част на Тиманското възвишение (355 м). През септември отрядът се връща обратно до Печора, проследява левия ѝ приток река Ижма (531 км) и от нея се отправя към Петербург. Това си пътешествие Кейзерлинг описва в публикуваната през 1846 книга „Wissenschaftliche Beobachtungen auf einer Reise in das Petschoraland im Jahre 1843”, S.-Petersburg, 1846.
От 1848 до 1857 и от 1876 до 1879 г. е президент на естландското земеделско дружество. От 1858 е член-кореспондент, а от 1887 – почетен член на Санкт-петербургската академия на науките (сега РАН). От 1859 до 1862 и от 1890 до 1891 г. е председател на Естонското книжовно дружество. От 1862 до 1869 е куратор на университета в Тарту, а през 1869 г. става почетен доктор на същия университет.

## Избрана библиография
- в съавторство с Йохан Хайнрих Блазиус, Die Wirbelthiere Europas, F. Vieweg und Sohn, Braunschweig, 1840.
- в съавторство с Паул Теодор фон Крузенщерн, Wissenschaftliche Beobachtungen auf einer Reise in das Petschora-Land, im Jahre 1843 (C. Kray, St. Petersburg, 1846).
- Fossile Mollusken. St. Petersburg 1848.
- Geologie des europäischen Rußlands und des Urals / bearb. von Gustav Leonhard. Stuttgart 1848
- Der nördliche Ural und das Küstengebirge Pai-Choi, untersucht und beschrieben von einer in den Jahren 1847, 1848 und 1850 durch die kaiserlich-russische geographische Gesellschaft ausgerüsteten Expedition…  (Buchdruckerei der kaiserlichen Akademie der Wissenschaften, St. Petersburg, 1853).
- Polypodiacea et cyatheacea herbarii bungeani (W. Engelmann, Leipzig, 1873).
- Genus Adiantum L. Recensuit Alexander Keyserling…  (Russische Akademie der Wissenschaften, St. Petersburg, 1875).
- Aus dem Tagebuchblättern des Grafen Alexander Keyserling…  (Stuttgart, 1894).